# Remigiodes pectinata
Remigiodes pectinata là một loài bướm đêm trong họ Noctuidae.